# Thierry Cohen
 (mars 2018).
Thierry Cohen est un écrivain français né le 3 juillet 1962 à Casablanca (Maroc). Il est l'auteur de romans. 
Thierry Cohen vit à Lyon. Il est marié et est père de quatre enfants.
Son premier roman, J'aurais préféré vivre obtient le grand prix Jean d'Ormesson en 2007, prix littéraire récompensant un roman pour sa capacité à défendre la langue française. Il connait un grand succès et est traduit en quinze langues. Le roman traite du suicide chez les jeunes selon une approche originale, entre l'histoire d'amour et le thriller psychologique.
Thierry Cohen est également fondateur de l'association Noël ensemble dont la vocation est de réunir juifs et musulmans pour offrir un réveillon de Noël aux personnes âgées isolées.
En 2022, Thierry Cohen brûle son dernier ouvrage Rien ne nous séparera, en colère contre sa maison d'édition Plon. Il tourne et diffuse une vidéo sur son compte LinkedIn, ce qui entraîne une polémique contre sa maison d'édition. Thierry Cohen explique son geste par " deux ans de travail sur [son] dernier roman réduit à néant du fait de l'incompétence, du laxisme et du dédain de Plon." De plus, la maison d'édition aurait ratée la sortie de ses deux livres précédant, L'académie des âmes abimées et Et puis au pire on s'aimera, en 2018 et 2020, Plon expliquant, auprès de l'auteur, son erreur du fait de la crise du Covid-19. Pour son dernier ouvrage, Thierry Cohen explique que la nouvelle éditrice n'a pas tenue ses engagements et qu'il est sorti dans très peu de librairies (7 sur 200 à Paris).